# Burghausen-Schala

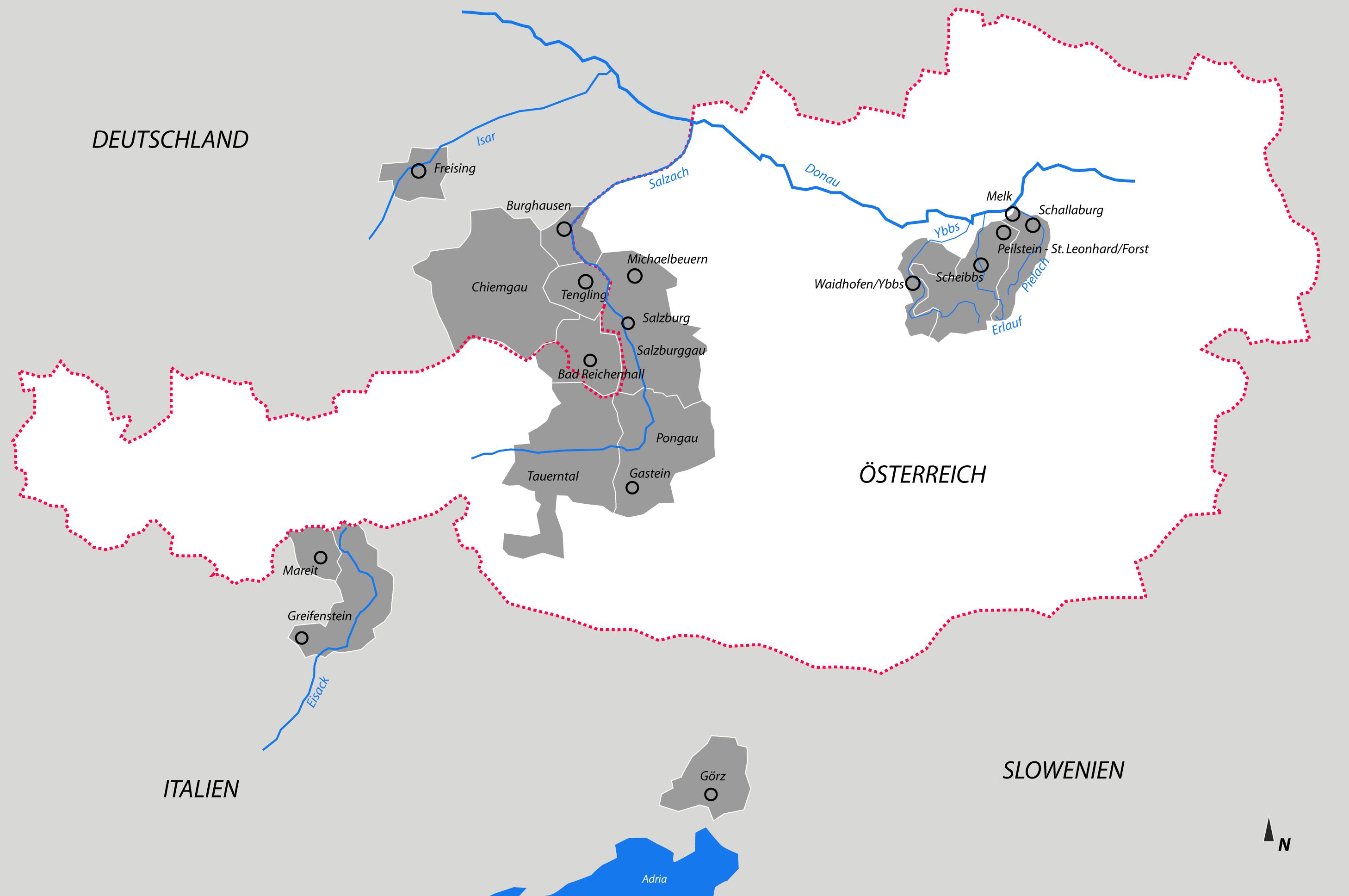
Possedimenti dei conti di Peilstein e Burghausen-Schala alla fine del XII secolo

La stirpe dei conti di Burghausen-Schala fu una linea collaterale della stirpe dei Sigeardingi e derivò dal conte di Tengling Federico I. I suoi figli Sieghart I e Federico II fondarono le linee di Burghausen-Schala e di Peilstein. Suo figlio Enrico I fu vescovo di Frisinga.
Sembra che i conti di Burghausen si estinsero nel 1168, ma in realtà probabilmente furono cacciati dai loro possedimenti solo attorno a questo periodo. Presumibilmente in relazione alla lotta per il controllo del commercio del sale nel suo ducato di Baviera, Enrico il Leone confiscò la contea di Burghausen, anche se i discendenti della famiglia Burghausen-Schala erano ancora vivi.
I conti di Schala della linea austriaca si erano già estinti nel 1191/92.

## Albero genealogico dei conti di Burghausen-Schala
1. Federico I di Pongau (intorno al 1030-17 luglio 1071), conte di Tengling, conte di Salzburggau ∞ Matilde di Vohburg († 30 settembre ?), figlia del conte Dietpoldo I (Diepoldinger-Rapotonen).
  1. Sigeardo I (IX) († 5 febbraio 1104 a Ratisbona (assassinato)), conte di Tengling, conte di Burghausen-Schala, conte di Pongau e Chiemgau, primo Vogt di Michaelbeuern ∞ Ida di Supplimburgo († 3 marzo 1138), figlia del conte Gebeardo (Supplimburgo);
    1. Sigeardo X († 19 giugno 1142), conte di Schala e Burghausen, 1108 ∞ Sofia d'Austria, † 2 maggio 1154, figlia del margravio Leopoldo II, vedova di Enrico V, duca di Carinzia;
      1. Enrico III (II) († 22 luglio 1191), conte di Schala;
      2. Sigeardo XI († 27 ottobre 1192), conte di Burghausen-Schala → stirpe presumibilmente estinta, secondo altre testimonianze emigrò in Italia intorno a questo periodo e continuò a prosperare con il nome "della Scala" a Verona.

    2. Gebeardo I († 4 dicembre 1163), conte im Pongau, conte di Burghausen ∞  Sofia di Wettin, figlia del margravio di Meißen e Lusazia Corrado (Wettin);
      1. Gebeardo II († 1 maggio 1168), conte di Burghausen;
      2. Ida († 25 gennaio dopo il 1210) ∞  Liutpoldo, conte di Plain-Hardegg († 1193) (conti di Plain).

    3. Enrico II (I) († 30 gennaio 1127), conte di Burghausen.

  2. Enrico (I) († 9 ottobre 1137), vescovo di Frisinga;
  3. Federico II (intorno al 1065-23 luglio 1120), conte di Tengling, prevosto di Salisburgo, ∞ Matilde di Lechsgemünd († 19 ottobre ?), figlia del conte Cuno (conti di Lechsgemünd-Graisbach).

## Stemma
Lo stemma dei conti mostrava un drago rosso, cornuto e alato nello scudo d'argento.